# Telmatoscopus falcata
Telmatoscopus falcata és una espècie d'insecte dípter pertanyent a la família dels psicòdids.

## Descripció
- Membranes i nervadura alars pàl·lides.
- Mascle: ulls separats per una distància igual a 1,5 facetes; sutura interocular arquejada; occipuci aplanat, però una mica protuberant; front amb una àrea trapezoïdal pilosa; palp núm. 2 molt més llarg que el 3; antenes d'1,30 mm de llarg i amb l'escap una mica més llarg que el pedicel; nervadura alar lleugerament esclerotizada; fèmur i tíbia d'igual mida; edeagus llarg i asimètric amb una projecció prima a l'àpex; ales de 2 mm de llargària i 0,80 d'amplada.
- Femella: similar al mascle, però amb els ulls separats per una distància igual a dues facetes, antenes d'1,15 mm de longitud i ales de 2,17 mm de llarg i 0,85 d'ample.[3]

## Distribució geogràfica
Es troba a Indonèsia: Papua Occidental.